# Soulomès
Soulomès település Franciaországban, Lot megyében. Lakosainak száma 133 fő (2022. január 1.). Soulomès Caniac-du-Causse, Cœur-de-Causse és Les Pechs-du-Vers községekkel határos.

## Népesség
A település népessége az elmúlt években az alábbi módon változott:
| Lakosok száma | 135  | 128  | 129  | 114  | 118  | 115  | 120  | 126  | 132  | 133  |
|               | 1968 | 1982 | 1990 | 2006 | 2013 | 2015 | 2017 | 2019 | 2020 | 2022 |